# Trump Baby
Trump Baby lub Baby Trump – balon, nadmuchiwana karykatura Donalda Trumpa, która podczas jego wizyty w Wielkiej Brytanii latała nad Londynem w proteście przeciwko niemu, jego polityce i domniemanym wykroczeniom seksualnym. Balon przedstawia Trumpa jako wściekłe pomarańczowe dziecko trzymające smartfon.
Balon przeleciał nad Parliament Square w Londynie 13 lipca 2018 roku (w proteście uczestniczyło wówczas ponad 100 tys. osób). Następnego dnia balon latał w parku The Meadows w Edynburgu (gdzie odbywały się protesty z szacowanymi 50 tys. uczestników), chociaż Trump nie odwiedzał tego miasta (prezydent spędzał weekend na polu golfowym Turnberry, jednak szkocka policja nie pozwoliła na lot balona Trump Baby).
Balon był następnie puszczany także m.in. we Francji, Argentynie, Irlandii oraz Danii. Za pozwoleniem aktywiści wykonali kopię balonu, dzięki czemu był on puszczany w wielu miejscach w USA.

## Koncepcja
Jeden z organizatorów, Max Wakefield, opisał protest balonowy jako odpowiedź na „skrajnie prawicową politykę, która dehumanizuje ludzi w celu zdobycia władzy” i uznał to za próbę wprowadzenia pewnego „dobrego brytyjskiego humoru” w dyskurs polityczny wokół wizyty Trumpa. Jak sam twierdził: protestujący sprzeciwiali się polityki separacji rodzinnej Trumpa i wycofanie się Stanów Zjednoczonych z porozumienia klimatycznego z Paryża.
Sześciometrowy plastikowy balon, nadmuchiwany helem, nazywany również „sterowcem” (ang. blimp), został zaprojektowany przez Matta Bonnera i skonstruowany przez Imagine Inflatables z miasta Leicester. Powstał po kampanii finansowania społecznego na stronie internetowej crowdfunder.co.uk. Koszt stworzenia balona wyniósł 16 000 funtów szerlinga (ok. 80 tysięcy złotych). Przedstawia Trumpa jako „wściekłe pomarańczowe dziecko” z grymasem na twarzy, czerwonymi ustami i małymi rączkami; noszącego pieluchę oraz trzymającego smartfona.

## Historia
Po raz pierwszy balon pojawił się na terenie Londynu 13 lipca 2018, gdzie przeleciał nad Parliament Square. Greater London Authority (GLA), Metropolitan Police Service (MPS) oraz National Air Traffic Service (NATS) udzieliło zezwolenia na puszczanie balona na uwięzi, do 30 metrów wysokości, w czasie do dwóch godzin. Zarówno zespół „City Operations” GLA, jak i NATS podkreślili, że charakter protestu nie wpłynął na ich decyzję.

### Protesty w Wielkiej Brytanii w 2018
Balon, po pojawieniu się w Londynie został przetransportowany do Edynburga, gdzie przeleciał nad parkiem miejsckim The Meadows w ramach protestów przeciwko dwudniowej wizycie Trumpa w Szkocji. Na przelot balonu w pobliżu pola golfowego Turnberry (gdzie przebywał ówczesny prezydent) nie wydano zezwolenia. 17 lipca 2018 roku balon został uwiązany przed Areną O2 w Londynie podczas występu amerykańskiego zespołu rockowego Pearl Jam (za pozwoleniem grupy). Z powodu odwołania wizyty Donalda Trumpa w Irlandii nie odbyły się tam planowane protesty, na których także miał być puszczany także balon.

### Protesty w Londynie w 2019
Przed wizytą prezydenta w Wielkiej Brytanii w czerwcu 2019 roku Sky News kontrowersyjną reklamę. W jej trakcie balon unosił się nad Wielką Brytanią z towarzyszącą mu złowieszczą muzyką. Przed wizytą protestujący uzyskali ponownie zgodę Metropolitan Police Service na puszczanie balona. Dzięki inicjatywie finansowania społecznościowego grupa aktywistów zebrała pieniądze potrzebne na jego kupno (około 30000 funtów) przed przybyciem Donalda Trumpa 3 czerwca 2019. Trump Baby poleciał o godzinie 9:00 4 czerwca 2019 nad Parliament Square, przed głównym protestem, który zebrał się tego samego dnia o 11.00 na Trafalgar Square. Na potrzeby marszu przygotowywano mniejszy balon. Został on przebity ostrym przedmiotem przez Amy Dalla Mura, zwolenniczkę Trumpa. Z tego powodu kobieta została aresztowana. Po wydarzeniu Museum of London stwierdziło, że chciałoby stworzyć wystawę z balonem.

## Wykorzystanie poza Wielką Brytanią

### Stany Zjednoczone
Grupa aktywistów z New Jersey zebrała prawie 24 000 dolarów amerykańskich w ramach kampanii GoFundMe na zakup balonów Baby Trump, które planowali wypuścić nad Trump National Golf Club w Bedminster w New Jersey. Początkowo poszukiwali przedsiębiorstwa, która wytworzy balon za 4500 dolarów. Ich zbiórka okazała się tak udana, że w sumie udało im się kupić sześć balonów. Balony są dostępne do wypożyczenia przez grupy na imprezy w kilku stanach. Kopie balonu „Baby Trump”, czasami nazywanego „małym sterowcem”, pojawiły się w Stanach Zjednoczonych m.in. na Florydzie, w Michigan, Kalifornii, Chicago, Alabamie, Nowym Jorku (Manhattan) i Waszyngtonie.
22 września 2018 roku widziano balon lecący w pobliżu ośrodka Mar-a-Lago Donalda Trumpa w West Palm Beach na wiecu z okazji rocznicy uderzenia huraganu Maria w Puerto Rico.
Balon pojawił się także 2 października 2018 podczas protestu w Spokane w Waszyngtonie, kiedy wiceprezydent Mike Pence udał się do Waszyngtonu, aby wesprzeć ponowny wybór przedstawicielki Cathy McMorris Rodgers. Baby Trump pojawił się 13 października 2018 na Woman's March w Chicago. Balon zadebiutował w Kalifornii w Los Angeles Convention Center 19 października 2018 podczas Politicon. 27 października 2018 roku balon Trumpa został wypuszczony w West Hollywood w Kalifornii i Grand Rapids w stanie Michigan. Kolejnego dnia balon Baby Trump pojawił się w Nowym Jorku na „Impeachment parade”.
Trump Baby pojawił się także 19 stycznia 2019 w Marszu Kobiet w Los Angeles oraz na wiecu protestacyjnym przed rozpoczęciem kampanii reelekcyjnej Trumpa w Orlando 18 czerwca 2019 roku.
Balon pojawił się w Lexington w Kentucky, przed miejskim sądem 4 listopada 2019 roku w proteście przeciwko wizycie Trumpa w mieście.
Balon unosił się także nad Tulsa w stanie Oklahoma 20 czerwca 2020 roku w proteście przeciwko wiecowi zwolenników Trumpa. Wówczas po raz pierwszy prezydent Donald Trump był gospodarzem wiecu od czasu, gdy pandemia COVID-19 zaczęła się rozprzestrzeniać w Stanach Zjednoczonych.

### Inne państwa
Balon pojawił się w Paryżu 11 listopada 2018 na marszu protestującym przeciwko obecności Trumpa na uroczystości 100. rocznicy zakończenia I wojny światowej. Był także puszczany na terenie Argentyny, Irlandii oraz Danii.